# 麥迪遜·艾薇
麥迪遜·艾薇 （英語：Madison Ivy，1989年6月14日—），是一名德裔美國色情女演員和成人模特兒。她也多次獲得《AVN獎》和《XBIZ獎》以及其他產業獎項的提名。2013年7月，麥迪遜成為《Brazzers》的專屬女星。

## 早年生活
麥迪遜出生於德國慕尼黑，但是在出生後很短的時間內，她就跟家人一起搬到德州，也是她從小成長的地方。後來她又搬到加州的沙加緬度，並在一家連鎖速食店In-N-Out漢堡工作，也是當地一家保齡球館的技工。後來麥迪遜開始在一些與色情產業有關的脫衣舞俱樂部擔任舞者，在這段期間內她認識了一位女色情演員奧羅拉·斯諾，也是她為麥迪遜打開了通往色情演藝生涯的大門。

## 演藝生涯
麥迪遜在2008年出道一開始就演出了明顯的硬調色情電影，這時的她大概只有19歲左右；之後又陸續在許多著名的成人影片公司演出，例如：好色客、頑皮美國、Brazzers、優雅天使和Bang Bros.等等。
2009年12月，她接受了外科手術隆胸，藉由手術將500毫升的生理食鹽水填塞物植入乳房，將胸部從B罩杯升級為D罩杯。
2012年她被提名《AVN獎》最佳挑逗演出獎。
2013年7月10日，她與色情製片公司Brazzers簽約稱為該公司史上第一位專屬女星。
2015年1月26日，她在個人Twitter上宣布自己在搭車的時候發生了車禍，造成她的脊椎斷裂與腹部的撕裂傷。她說自己的腳還可以動，但是需要休養好幾個月。
2019年3月，她加入了FanCentro，粉絲可以在該網站上存取她的高級Snapchat
截至2021年為止，她在網站上的活動紀錄已經拍攝了超過173部影片和539個場景。

## 個人生活
麥迪遜的頭髮自然色為棕色，但是在她已經在職業生涯中做了很多次改變；在出道的時候染成了金髮，之後再2009年染成了黑色，2010年輪到金色，2011年她的頭髮又回到了原本自然的顏色，然後2014年她則染成了紅色。她同時是一名私人瑜伽教練。根據她的說法，她在影片當中的招牌姿勢就是做愛的時候把腳舉到頭部後方，由此可見她的身體有非常好的柔軟度。她也愛好時尚，而且創造了許多衣服，不論是一搬人穿著去參加社交活動的或是在她影片當中出現過的。
她會使用大麻於醫療用途，並聲稱這種東西會給她帶來“激情” ，所以在他們的部落格和社交網路上，會用「420」這個數字 作為大麻的“代號”。她明白地公開這種激情，被稱為“Official MaryJane lover” ，並且在自己的Twitter個人資料上公布了大量的大麻吸食照片 。
她是NFL舊金山49人和F1賽車的狂熱粉絲，尤其是蓮花車隊。

## 獎項及提名

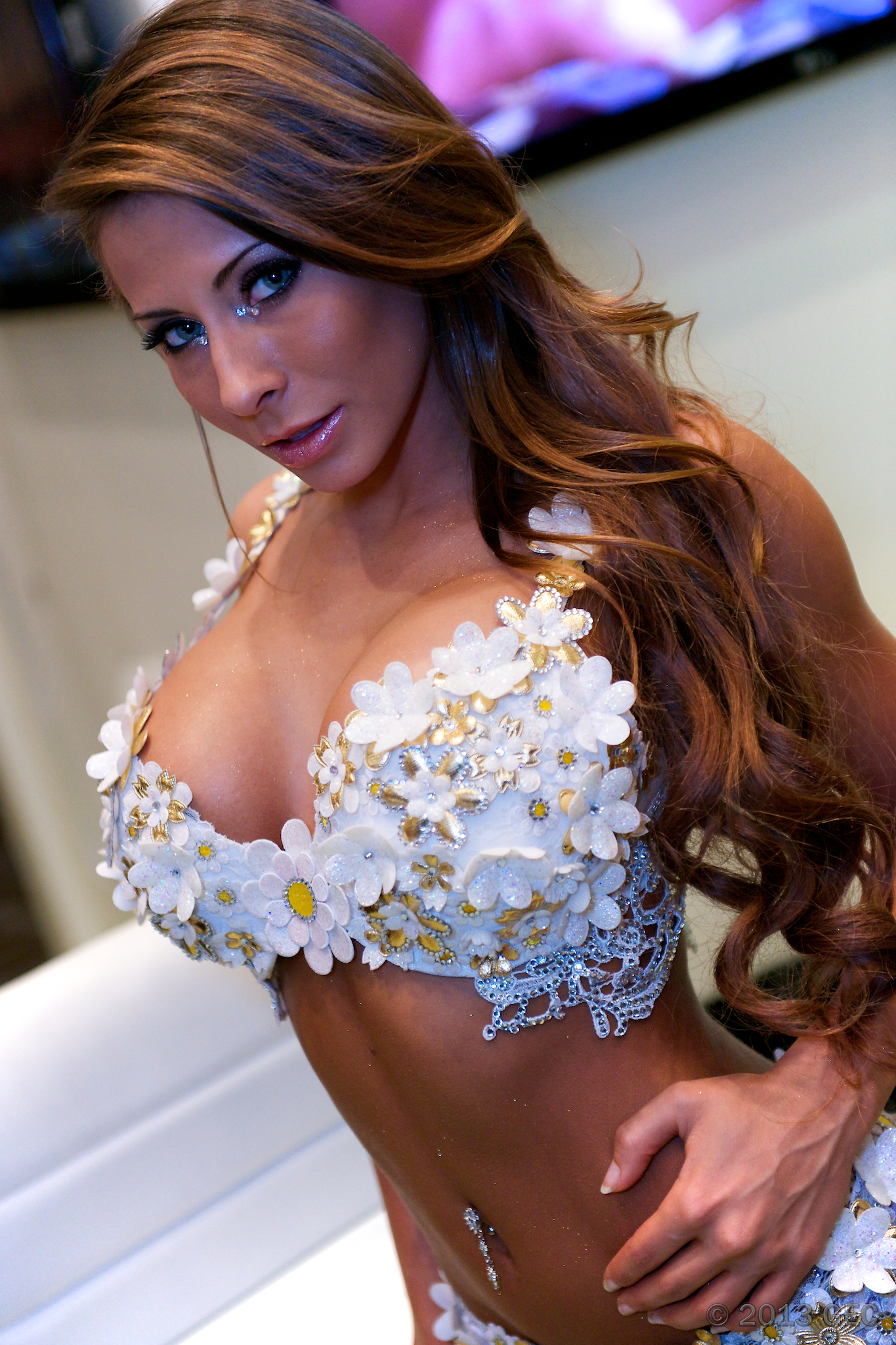
艾薇於2013年

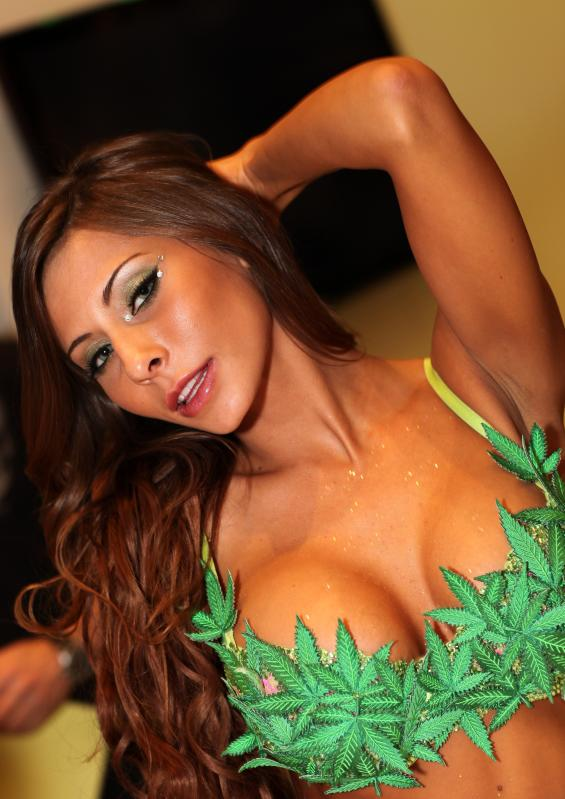
2013年的艾薇

| 年分 | 獎項   | 結果 | 項目                          | 作品                            |
| ---- | ------ | ---- | ----------------------------- | ------------------------------- |
| 2009 | AVN獎  | 提名 | 最佳全女性群交場景            | Not Bewitched XXX               |
| 2010 | AVN獎  | 提名 | 最佳全女性群交場景            | Party of Feet                   |
| 2010 | AVN獎  | 提名 | 最佳肛交性愛場景              | Jules Jordan: Feeding Frenzy 10 |
| 2012 | AVN獎  | 提名 | 最佳挑逗演出                  | Bombshells                      |
| 2014 | XBIZ獎 | 獲獎 | 最佳性愛場景 - 情侶電影或主題 | Hotel No Tell                   |
| 2014 | XBIZ獎 | 提名 | 最佳性愛場景 - 奇聞趣事電影   | North Pole 104                  |
| 2015 | AVN獎  | 提名 | 最佳醜聞性愛場景              | Pretty Sloppy 5                 |
| 2015 | AVN獎  | 提名 | 粉絲獎：社交媒體之星          | 不適用                          |
| 2015 | AVN獎  | 提名 | 粉絲獎：最喜歡的女性色情明星  | 不適用                          |
| 2015 | XBIZ獎 | 提名 | 最佳性愛場景 - 情侶電影或主題 | No Way Out                      |
| 2015 | XBIZ獎 | 提名 | 最佳性愛場景 - 小插曲電影     | Pornstars Like It Big 20        |
| 2016 | AVN獎  | 提名 | 粉絲獎：最佳乳房              | 不適用                          |
| 2016 | XBIZ獎 | 提名 | 最佳性愛場景 - 小插曲電影     | Baby Got Boobs 16               |
| 2017 | AVN獎  | 提名 | 最佳全女性群交場景            | Tasty Treats                    |
| 2017 | XBIZ獎 | 提名 | 最佳性愛場景 - 小插曲電影     | I Have a Wife Vol. 36           |
| 2019 | AVN獎  | 提名 | 粉絲獎：最佳乳房              | 不適用                          |
| 2020 | AVN獎  | 提名 | 粉絲獎：最壯麗的屁股          | 不適用                          |
| 2020 | XBIZ獎 | 提名 | 最佳性愛場景 - 色情主題電影   | The Ex-Girlfriend               |
| 2021 | AVN獎  | 提名 | 最佳女演員                    | No Mercy for Mankind            |

## 外部連結
- 官方网站
- 麥迪遜·艾薇的Instagram帳戶
- 麥迪遜·艾薇的X（前Twitter）
- 麥迪遜·艾薇在網際網路成人電影資料庫
- 麥迪遜·艾薇在互联网电影资料库（IMDb）上的資料（英文）
- 麥迪遜·艾薇 （页面存档备份，存于） - 成人電影數據庫（AFDB）